# Skanör
För andra betydelser, se Skanör (olika betydelser).

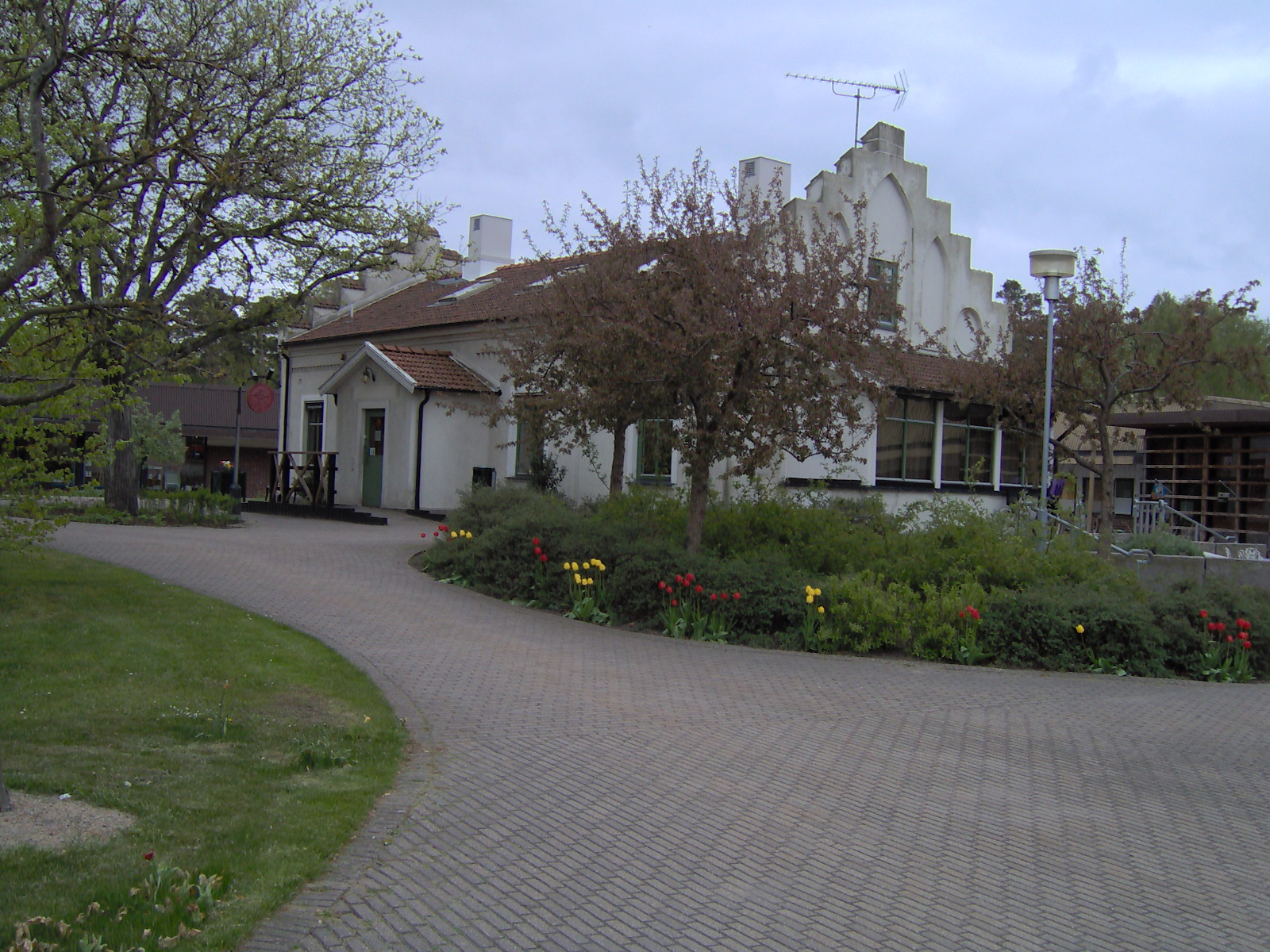
Bäckatorget i Skanör med gamla stationshuset i fokus

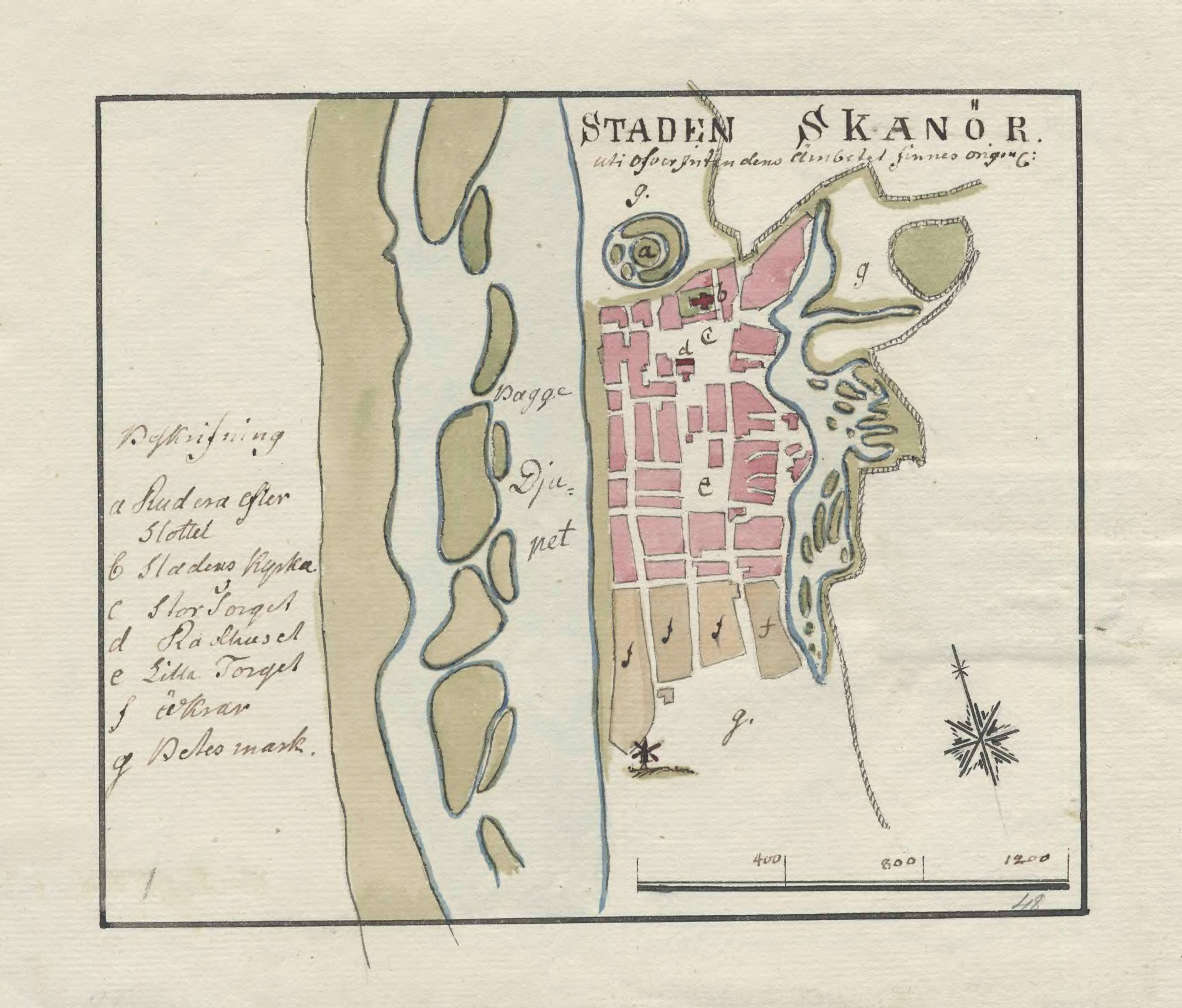
Karta över Skanör från 1790-talet

Skanör är en ort som ligger på Falsterbonäset i Vellinge kommun i Skåne län. Tätorten Skanör med Falsterbo består av Skanör och tvillingorten Falsterbo. Orterna växte ihop på 1960-talet. Både Skanör och Falsterbo blev städer på grund av medeltidens blomstrande sillfiske. De behöll formellt sina skilda stadsrättigheter fram till 1754, då de förenades till Skanör med Falsterbo stad. Gränsen mellan orterna är den långa tångvallen som löper mellan Skanör och Falsterbo. Söder om den är Falsterbo och norr om den är Skanör. Det har aldrig funnits några ortnamnsskyltar med det kombinerade namnet, utan orterna har alltid ansetts som två åtskilda orter, även i tal.

## Historia

Skanörs (senare även Falsterbos) stadsvapen, symboliserar Skanörs borg och sillafisket.

Skanör omtalas första gången i början av 1200-talet. Det är historieskrivaren Arnold av Lübeck som i sin ”Chronica slavorum” omtalar att några köpmän från Lübeck här blev fängslade och deras skepp och varor kvarhölls. Genom den tyska Hansans etablering under slutet av 1100-talet lades grunden för en mycket stor fiskemarknad i Skanör. Det var en kombination av det rika sillbeståndet under hösten, tyskarnas stora skepp – koggar –  samt tillförsel av tunnor och stora mängder salt som skapade fiskmarknaden i Skanör.
Tidigare låg handelsplatsen vid Halör på andra sidan Höllviken öster om Skanör. Halörmarknaden var till skillnad från Skanörmarknaden ingen fiskmarknad. För konservering av fisk fordrades nämligen mycket stora mängder av salt. Detta var före tyskarnas stora inhemska saltbrytningar en alltför dyrbar vara för att användas i större insaltningar.
De sista decennierna av 1100-talet byggdes ett mindre kritstenskapell på platsen av Sankt Olofs nuvarande stadskyrka. Rester efter kapellets murar finns fortfarande inbyggda i den nuvarande kyrkan. I början av 1200-talet uppförde den danske kungen Valdemar Sejr en borg norr om kapellet. Samtidigt ersattes detta av en större tegelkyrka. Vid denna tid omtalas också ett torg i Skanör varför orten som stadsbildning då måste ha existerat.
Under hela medeltiden var Skanör, tillsammans med det under 1200-talets slut framväxande Falsterbo en av norra Europas viktigaste marknadsplatser. Under merparten av året låg dock området tämligen öde. Endast under augusti-oktober blomstrade handeln. En uppskattning på 70 000 marknadsbesökare är inte omöjligt att göra utifrån vad källorna indirekt anger.
Under 1500-talet minskade tillgången på fisk. Detta ledde till en rask ekonomisk nedgång för både Skanör och Falsterbo. Skanör drabbades år 1874 och 1885 av omfattande stadsbränder; 1874 eliminerades fyra av stadens kvarter, och 1885 eliminerades i princip allt som var kvar av staden. Efter detta planterades träd för att undvika att bränder skulle kunna spridas så snabbt. 1872 drabbades staden av en översvämning, vilken nådde upp till kyrkan, enbart de högre liggande delarna av både Skanör och Falsterbo slapp undan.
Med järnvägens framdragande i slutet av 1800-talet och det vid denna tid alltmera populära havsbadandet började Skanörs nya blomstringstid. Under sensommaren äger den årliga Sillamarknaden rum, en modern variant av den medeltida Skånemarknaden i Skanörs hamn.

## Områden

### Gamla Skanör

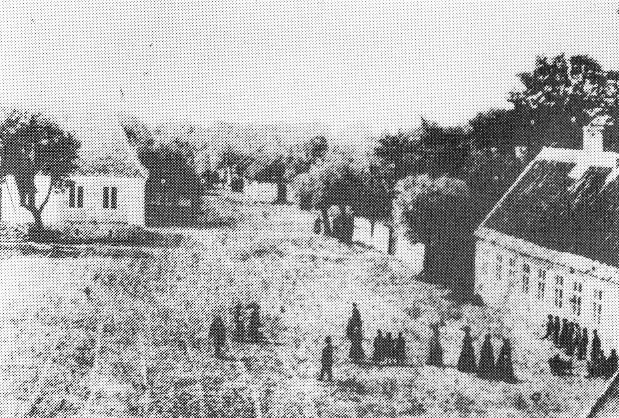
Vy över Rådhustorget. Det äldsta fotot över Skanör, taget omkring mitten av 1800-talet från kyrktornet.

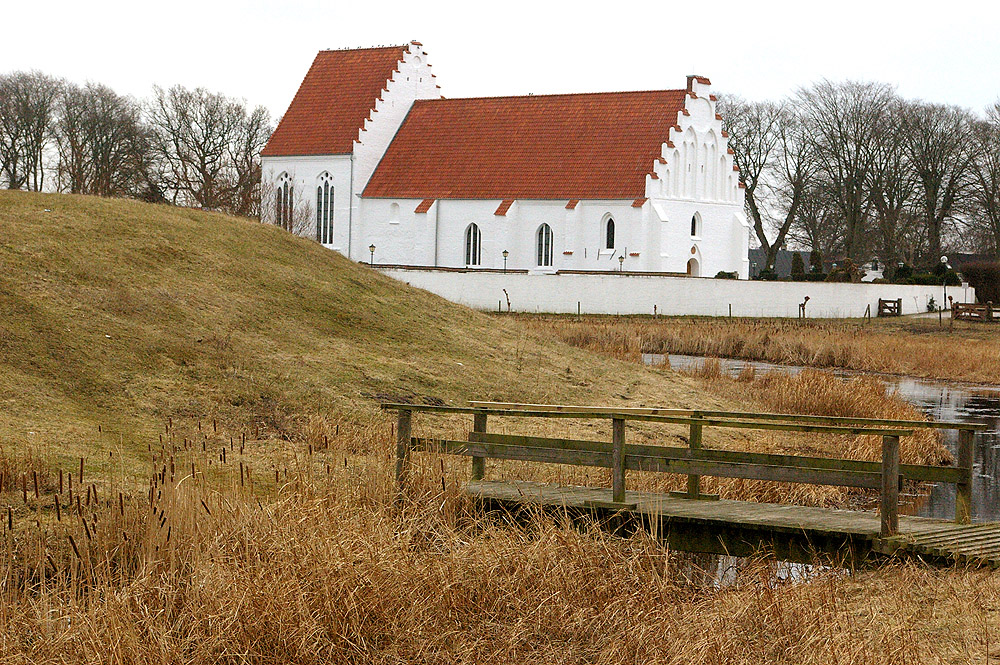
Skanörs borgruin och S:t Olofs medeltida kyrka.

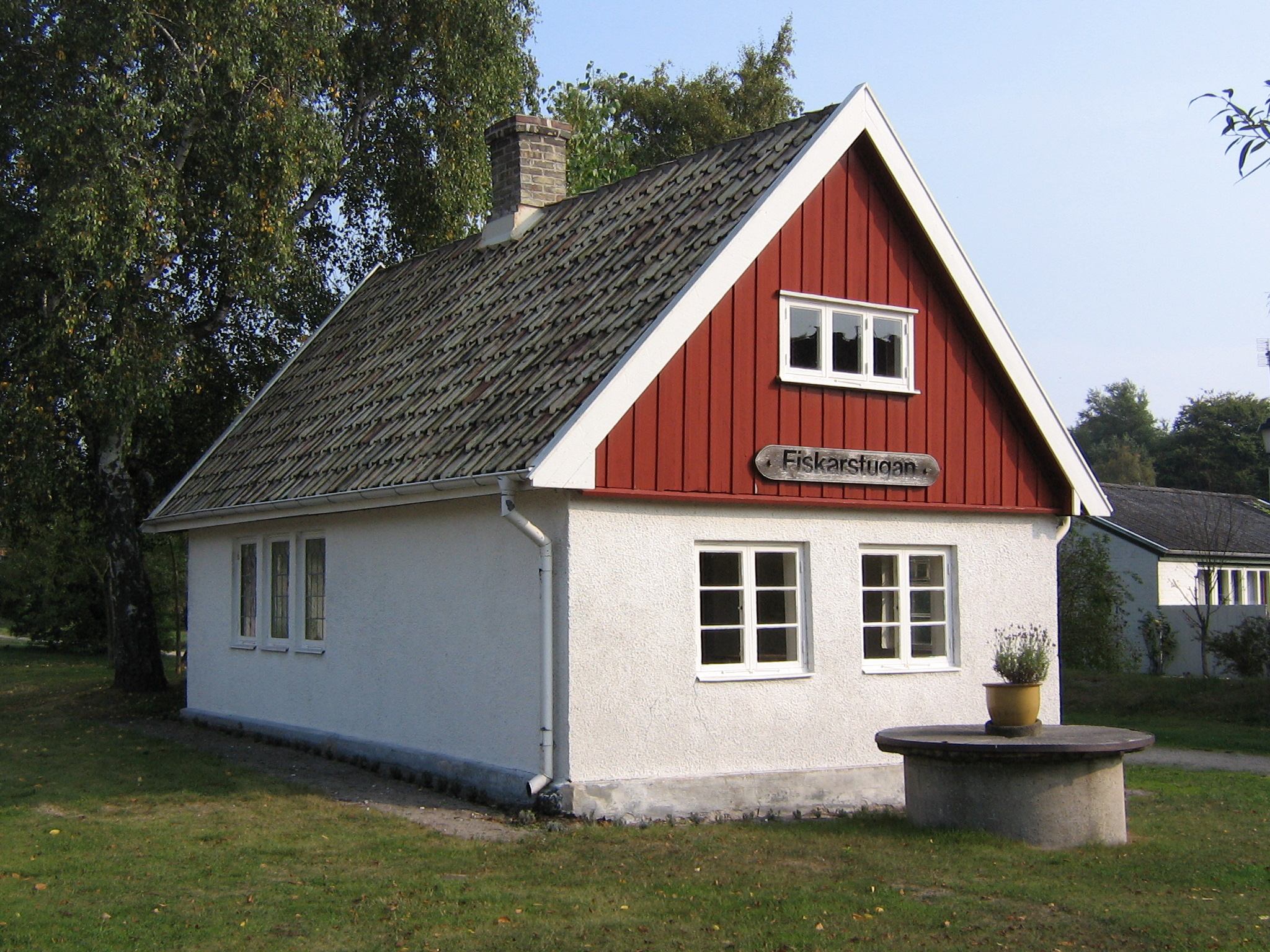
Fiskarstugan på Östergatan.

De äldsta byggnaderna i Skanör ligger vid det gamla Rådhustorget. Utmed södra torgsidan finns Skanörs rådhus från 1777 och utmed den norra sidan S:t Olofs kyrka med anor ner i slutet av 1100-talet. Norr om kyrkan ligger ruinerna efter Skanörs borg från ca 1220-talet. Vid torget finns också församlingshemmet för Skanör-Falsterbo församling samt hotellet Gässlingen.
Oftast nämns huset Per I Vången som Skanörs äldsta idag bevarade hus. Huset ligger längs Vånggatan och en grav har hittats strax intill husgaveln. Längre söderut i Skanör finns Bäckatorget. Från detta utgår åt norr tre långa parallella gator, Västergatan, Mellangatan och Östergatan. Tillsammans med mindre smågator utgör de Skanörs äldsta bebyggelsemiljö (rutbebyggelse). I husen finns både bostäder och olika företag. På Västergatan ligger Skanörs Gamla Skola, en röd äldre tegelbyggnad som fungerade som skola för stadens förstaårare ända fram till 1990-talet. Idag är byggnaden bostad.

### Skanör centrum (Bäckatorget)
I centrala Skanör ligger Bäckatorget, som är omgivet av affärer och annan service. Här finns bland annat vinbar, restaurang, livsmedelsbutik, tandläkare, apotek, vårdcentral, gym, bygghandel  och bibliotek. Det finns även torgförsäljning.

### Områden
Utanför stadskärnan har Skanör flera bostadsområden av olika karaktär. Några av dessa är Haga, Gässlingekroken,  Tobakshejdan, Skepparhejdan (ibland kallad Skanörsgården, efter den gamla bondgården intill), Lagmanshejdan och Björkhaga.
På Skanörs vångar genomförs 2012 ett storbygge med ett nytt bostadsområde.

### Vattendrag i och intill Skanör
Ost: Ammerännan (går över Skanörs ljung).
Norr: Bredeväg (även förr kallad Ättebäcken), Bakdjupet.
Väst: Ålasjön (till vänster innan Skanörs hamn), Slusan (inloppet till Ålasjön och Flommen), Flommen (ibland Flommarna).

### Andra geografiska platser i Skanör
- Landgrens holme (tidigare privatägd helt avskuren ö mitt i Flommen, jämsides med Axelssons torg).
- Hovbacken (den skogbeklädda landmassan norr om Skanörs hamn).
- Knösen (Falsterbonäsets norra udde).
- Knävången (Marken mellan Skepparhejdan/Gamla Staden och Knösen).
- Skanörs norra stadspark.
- Skanörs södra stadspark.

### Sevärdheter
- Skanörs stubbamölla
- Sankt Olofs kyrka
- Skanörs rådhus
- Skanörs borg
- Fiskarstugan
- Skanörs hamn med Skanörs fyr

## Idrott
Skanör har ett fotbollslag, Skanör-Falsterbo IF, vars hemmaplan är Möllevallen i gamla Skanör. Det finns även en innebandyförening, Näsets innebandyförening, som förkortas Nibf och har sina hemmamatcher i Tångvallahallen. Skanör-Falsterbo Ridklubb har en anläggning med ridhus, stall, utebana och ridskoleverksamhet vid Skanörs vångar. I Falsterbo finns 2 av Sveriges äldsta golfbanor, Falsterbo GK (bildades 1909) och Flommens GK (bildades 1935). Båda banorna finns med bland de 30 bästa banorna i Sverige (enligt Golf Digest’s rikstäckande ranking i december 2014). Falsterbo GK är känd för sin typiska linkskaraktär och Flommens GK för sina vattenhinder.

### Gåsaloppet
Ett av de mest populära årliga inslagen i Skanör är Gåsaloppet vilket sedan 1984 arrangeras på midsommarafton på Östergatan i Skanör. Gåsaloppet startar vid Apoteket på Östergatan och har målgången vid Rådhuset. Sträckan är 757,1 svenska meter. I gamla tider var det riktiga gäss som tävlade på midsommarafton i Gåsaloppet och precis som idag kom deltagarna både från Skanör och Falsterbo. Idag är det en betydligt mer modern variant där deltagarna med sex man, varav minst två kvinnor i varje lag, går i "gåsarad" efter varandra på "specialskidor".

## Kända personer födda eller uppvuxna i Skanör
- Sixten Nordström - musikvetare[1]
- Tomas Sandström - hockeyspelare
- Jacob Dahlin - journalist, programledare, textförfattare
- Tatjana Patitz - Supermodell
- Thomaz Ransmyr - sångare, författare, skådespelare